# Tiina Raevaara

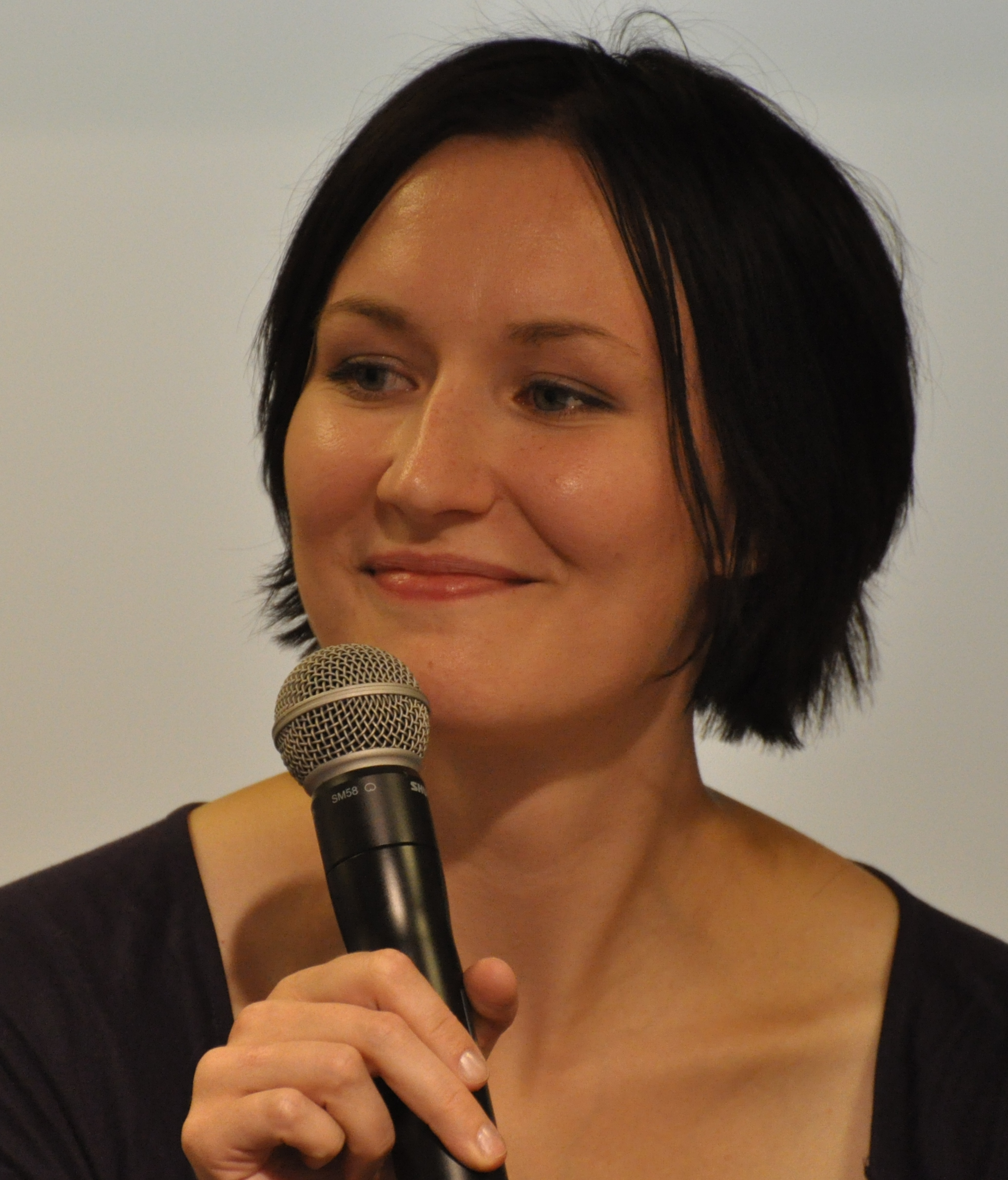
Tiina Raevaara (2011)

Tiina Raevaara (* 5. März 1979 in Kerava, Finnland) ist eine finnische Schriftstellerin.

## Leben
Nach ihrem Schulabschluss 1998 und ihrem Master in Philosophie 2001 promovierte Tiina Raevaara 2005 in Genetik an der Universität Helsinki. Ursprünglich wollte sie ihre weitere Karriere in der Wissenschaft planen, doch sie entschied sich 2007 dafür, als freie Autorin zu arbeiten. Sie hatte bereits zuvor einen Kurzgeschichtenwettbewerb im Jahr 2006 gewonnen. 2008 erschien schließlich mit Eräänä päivänä tyhjä taivas ihr Romandebüt. Bereits mit ihrem zweiten Roman En tunne sinua vierelläni konnte sie 2011 den renommierten Runeberg-Preis gewinnen.
Raevaara ist eine geschiedene Mutter zweier Kinder und lebt in ihrer Heimatstadt Kerava.

## Werke (Auswahl)
- Eräänä päivänä tyhjä taivas (2008)
- En tunne sinua vierelläni (2010)
- Koiraksi ihmiselle (2011)
- Hukkajoki (2012)
- Laukaisu (2014)
- Yö ei saa tulla (2015)
- Veri joka suonissasi virtaa (2017)

## Auszeichnungen (Auswahl)
- Runeberg-Preis 2011 für „En tunne sinua vierelläni“